# IV. Vilmos brit király
IV. Vilmos (William Henry of Hanover; London, 1765. augusztus 21. – Windsori kastély, 1837. június 20.) Nagy-Britannia és Írország Egyesült Királyságának és a Hannoveri Királyság uralkodója 1830-tól a haláláig.
Vilmos III. György harmadik fia volt, és azért jutott a trónra, mert bátyjainak nem született törvényes örökösük. Fiatalkorában a Királyi Haditengerészet tisztje volt, ezért sokszor "Tengerészkirályként" emlegették. Az amerikai függetlenségi háború alatt Észak-Amerikában, utána a Karib-tengeren szolgált. 1789-ben a Clarence hercege címet kapta. Idősebbik bátyja, IV. György 1830-as halála után, 64 évesen került a trónra. Uralkodása alatt megreformálták az elavult választási rendszert, korlátozták a gyerekmunkát és eltörölték a rabszolgaságot majdnem az egész Brit Birodalomban. Vilmos volt az utolsó brit király, aki a parlament akarata ellenére próbált miniszterelnököt kinevezni. Hannover királyaként rövid életű liberális alkotmányt vezetett be.
Vilmos sokáig egy ír színésznővel élt együtt, akitől tíz törvénytelen gyereke született. 52 évesen hivatalosan is megházasodott, de Adelheid szász–meiningeni hercegnővel kötött házasságából született gyermekei fiatalon meghaltak. Vilmos 1837-es halála után unokahúga, Viktória kenti hercegnő örökölte Nagy-Britannia trónját, Hannover pedig (ahol nő nem lehetett uralkodó) öccsének, Ernő Ágostnak jutott.

## Ifjúsága

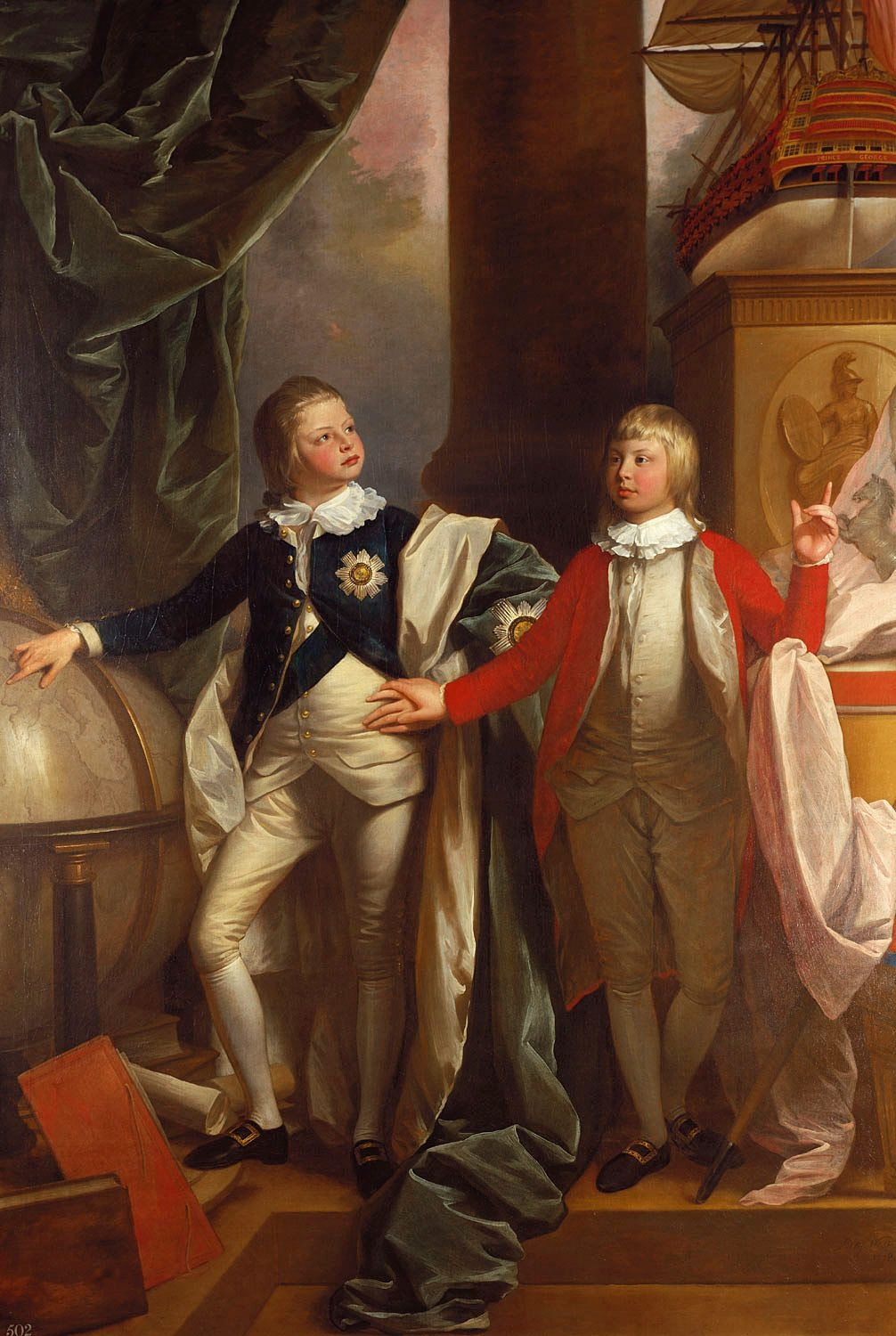
A 13 éves Vilmos és Eduárd öccse (Benjamin West képe, 1778)

Hannoveri Vilmos Henrik 1765. augusztus 21-én kora reggel született a Buckingham House-ban, III. György brit király és felesége, Mecklenburg-Strelitzi Sarolta harmadik gyermekeként. Mivel két bátyja is volt (György és Frigyes), nem számíthatott arra, hogy ő örökli a trónt. Keresztelőjére szeptember 20-án került sor a St James's Palace nagy tanácstermében. Keresztszülői apai nagybátyjai, Vilmos Henrik gloucesteri és Henrik cumberlandi hercegek, valamint apai nagynénje, Auguszta hercegnő voltak.
Gyerekkorát a London melletti Richmondban és a kew-i palotában töltötte, ahol magántanárok oktatták. Tizenhárom évesen kadétként belépett a Királyi Haditengerészetbe és 1780-ban jelen volt a spanyolok elleni Szt. Vince-foki csatában. A jelek szerint azon kívül, hogy elkísérte egy tanár, felettesei nem kivételeztek vele különösen, a többi kadéthoz hasonlóan beosztották a konyhára és egy részeg verekedést követően Gibraltárban börtönbe zárták; bár miután kiléte kiderült, sietve kiengedték.
Az amerikai függetlenségi háború alatt New Yorkban szolgált. George Washington tervezte, hogy elraboltatja, de a britek tudomást szereztek az előkészületekről, és őröket rendeltek Vilmos mellé, aki addig akár egyedül is sétálhatott a városban.
1785-ben hadnaggyá, a következő évben pedig a HMS Pegasus fregatt kapitányává léptették elő. 1786 végén a Karib-tengeren szolgált Horatio Nelson parancsnoksága alatt. Vilmos és a tengernagy jó barátok voltak, szinte minden este együtt vacsoráztak, és amikor Nelson megházasodott, Vilmos volt az egyik tanúja és a menyasszony kísérője. 1788-ban a HMS Andromeda fregatt került a parancsnoksága alá, a következő évben pedig áthelyezték a HMS Valiant harmadosztályú sorhajóra, és egyben előléptették ellentengernaggyá.
Vilmos szeretett volna a bátyjaihoz hasonlóan hercegi címet kapni és bekerülni a Lordok Házába. Apja vonakodott a kinevezésétől, mert attól tartott, hogy többi fiához hasonlóan Vilmos is az ellenzékkel szavazna. Vilmos végül azzal fenyegette meg, hogy ha nem jut be a felsőházba, indul az alsóházi képviselőválasztáson. A király nem viselte volna el, ha fia a választók kegyeiért kampányol, ezért inkább 1789-ben létrehozta számára a Clarence és St. Andrews hercege és Munster earlje címeket. Vilmos – sok más korabeli politikushoz hasonlóan – nem egyetlen pártot támogatott a szavazataival, bár általánosságban, bátyjaihoz hasonlóan inkább a whigekhez húzott.

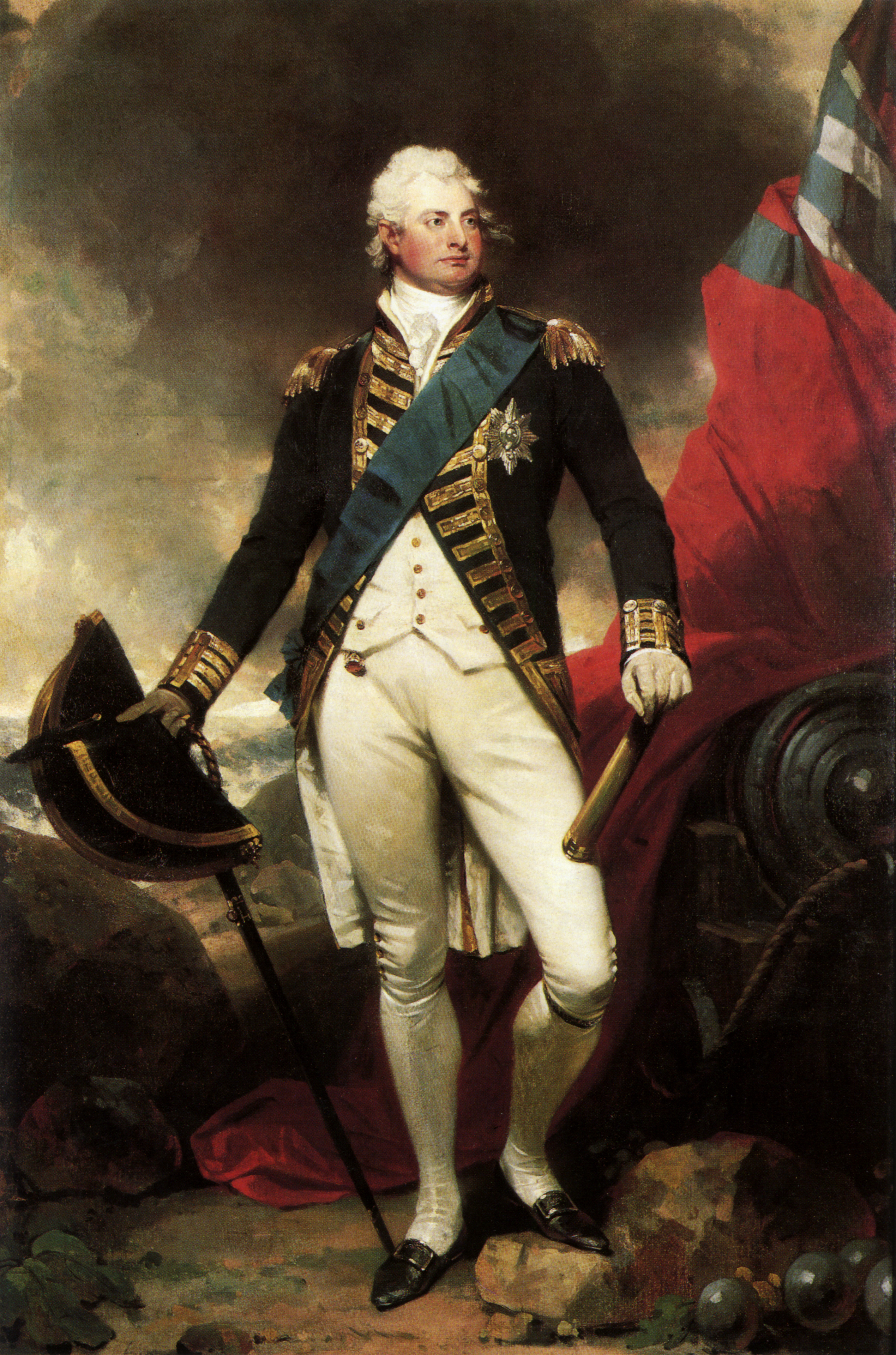
Vilmos tengerésztiszti egyenruhában (Martin Archer Shee képe, kb. 1800)

A herceg 1790-ben visszavonult az aktív tengerészeti szolgálattól. Amikor Nagy-Britannia 1793-ban hadat üzent Franciaországnak, Vilmos szeretett volna újból kapni egy hajót, de az Admiralitás nem vette figyelembe kérését; először feltehetően azért, mert részegen legurult a lépcsőn és eltörte a karját, utána pedig azért, mert háborúellenes beszédet tartott a felsőházban. A herceg a következő évben már nyíltan támogatta a háborút, de az Admiralitás nem változtatta meg álláspontját, nem is válaszolt Vilmos kérelmére. 1798-ban kinevezték ugyan tengernagynak, 1811-ben pedig flottatengernagynak, de csak névleges rangja volt, hajót nem kapott. A napóleoni háborúk során az egyetlen eset, amikor közel került a harcokhoz, 1813-ban történt, amikor meglátogatta a Hollandiában harcoló brit csapatokat. Ekkor Antwerpen ágyúzását figyelte egy templomtoronyból, az ellenség rálőtt, és egy golyó kilyukasztotta Vilmos kabátját.
A haditengerészet helyett Vilmos a politikával foglalkozott, és a Lordok Házában a rabszolgaság eltörlése ellen kampányolt. Ekkor Nagy-Britanniában már illegális volt a rabszolgatartás, a gyarmatokon viszont engedélyezték. A herceg azzal érvelt, hogy a rabszolgák nem tudnának mit kezdeni a szabadsággal, és hogy az utazásai során látottak alapján a karibi szigeteken élő rabszolgáknak jobbak voltak az életkörülményeik, mint a skót felföldi parasztoknak. Felsőházi beszédében azt mondta William Wilberforce abolicionista politikusról, hogy "az abolíció támogatói vagy fanatikusok, vagy álszentek, és én Mr. Wilberforce-ot is az egyik csoportba sorolom". Más kérdésekben liberálisabb álláspontot képviselt, például támogatta a keresztény szekták ellen hozott korlátozások feloldását, és azt a javaslatot sem támogatta, amely megtiltotta volna a házasságtörők újraházasodását.

## Viszonyai és házassága

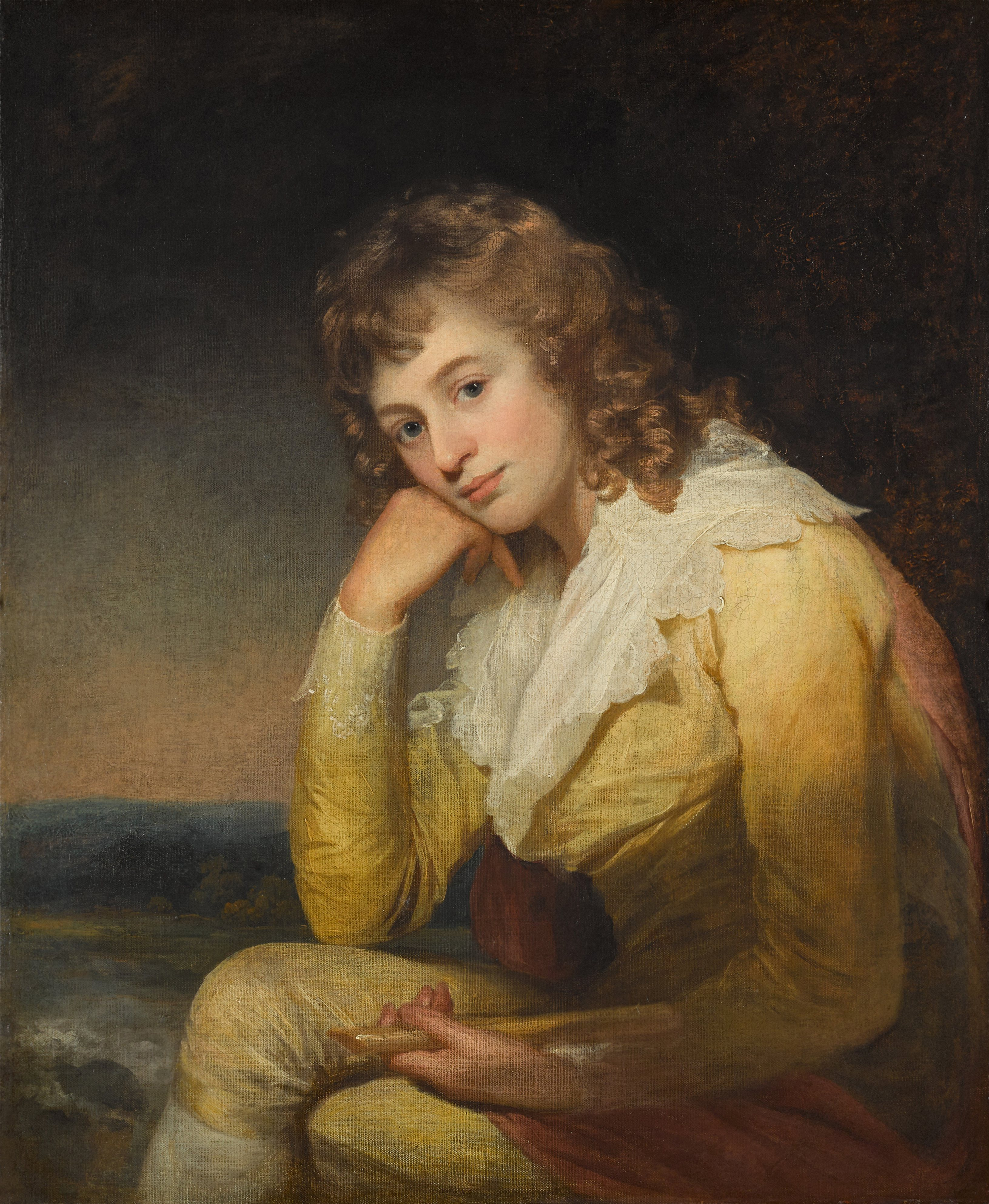
Dorothea Jordan

1791-től Vilmos Dorothea Bland, művésznevén Mrs. Jordan ír színésznővel élt együtt (Jordan azért, mert Írországból jövet "átkelt a vízen", a Mrs pedig hogy magyarázza, amikor teherbe esett) Egy 1772-es törvény értelmében a királyi család tagjai 25 éves korukig csak a király engedélyével házasodhattak, utána pedig az esküvő előtt egy évvel tájékoztatniuk kellett a Titkos tanácsot. III. György több fia a legális házasodás helyett inkább együtt élt közrendű szerelmével. Vilmostól harmadik fiúként nem várták el, hogy törvényes örököst produkáljon, különösen miután a trónörökösnek lánya született. A király elfogadta, hogy fia vadházasságban él egy színésznővel és a London melletti Bushy Parkban építtetett számára egy tágas kastélyt, a Bushy House-ot. Vilmos itt lakott egészen addig, amíg királlyá nem koronázták.
Vilmosnak és Dorothea Blandnak tíz gyermeke (öt fiú és öt lány) született, akik valamennyien a FitzClarence vezetéknevet kapták. Kapcsolatuk húsz évig tartott; 1811-ben ért véget. Bland 4400 fontos (megfelel 288 ezer mai fontnak) évjáradékot kapott, azzal a feltétellel, hogy nem tér vissza a színpadra. Mégis újrakezdte színésznői karrierjét, hogy kifizesse korábbi kapcsolatából származó lánya férjének adósságát, mire Vilmos a saját gondozásába vette a lányaikat, és 1500 fonttal (a lányok ellátásának névleges összegével) csökkentette az évjáradékot. Bland végül Franciaországba szökött a hitelezői elől, és Párizs mellett nyomorban halt meg 1816-ban.
A hercegnek a Bland előtti korszakában már született egy William nevű törvénytelen fia egy ismeretlen nőtől; a fiú 1807-ben Madagaszkárnál vízbe fulladt. Johann Wilhelm von Linsingen (1724–1795) báró, hannoveri tábornok leánya, Caroline von Linsingen (1768–1815) is azt állította, hogy titkos házasságban élt Vilmossal, Clarence hercegével, és 1792-ben egy fia is született tőle, a nevelőszüleinek nevét viselő Hans Georg Meyer (1792–1863), aki később a hannoveri királyi hadsereg altábornagya lett. Clarence hercege azonban akkoriban nem járt Hannoverben, és a történészek valószínűtlennek tartják a nő állításait.

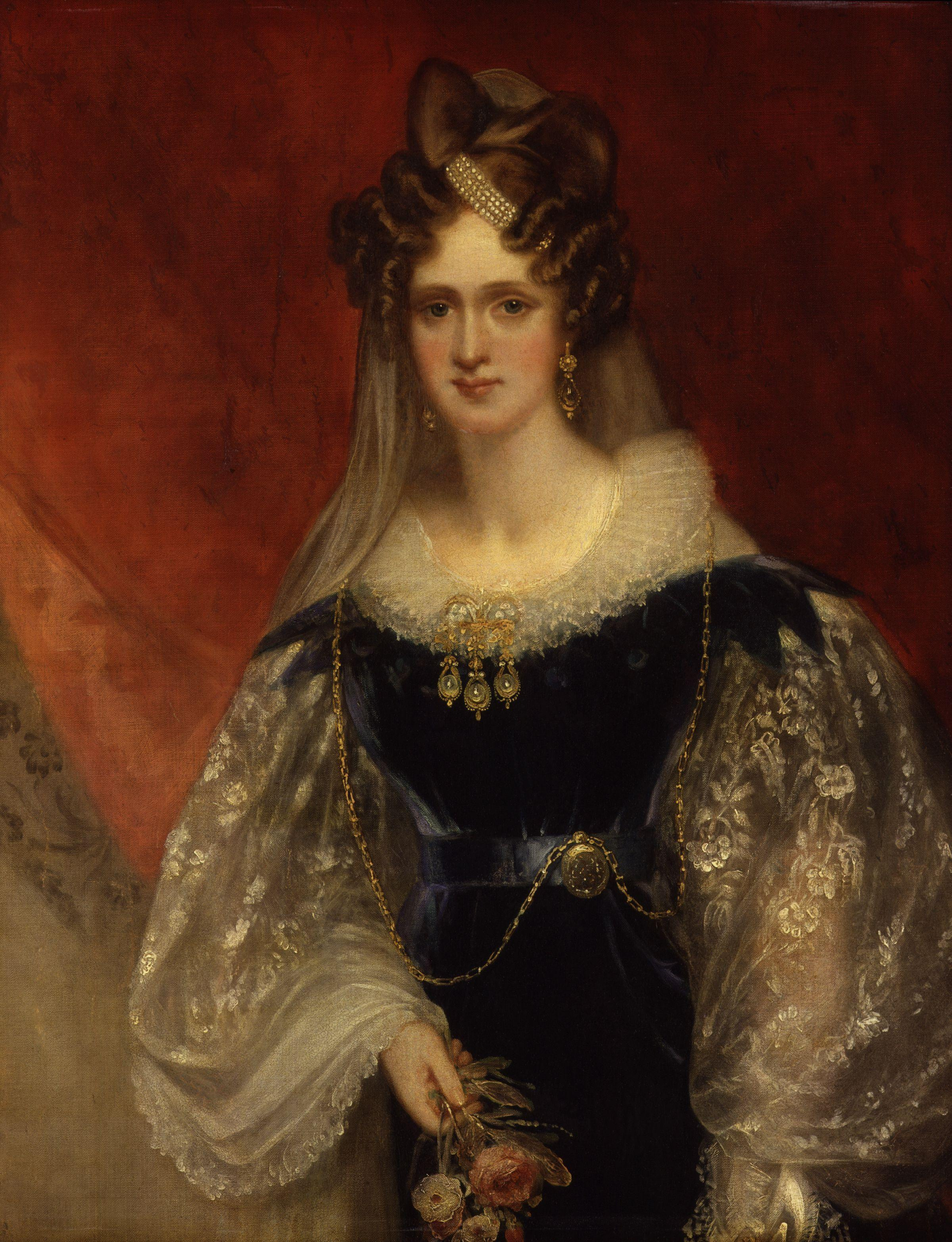
Szász–Meiningeni Adelheid, Vilmos felesége (William Beechey képe, kb. 1831)

Az eladósodott Vilmos, miután szakított élettársával, sokáig keresett egy gazdag nemeshölgyet, akit feleségül vehetne, de nem járt sikerrel. 1817-ben meghalt a trónörökös IV. György egyetlen törvényes lánya, Sarolta hercegnő (Györgynek 12 gyereke maradt, de egyik sem törvényes házasságból). Vilmos számára megnyílt a lehetőség, hogy utódai közül kerüljön ki Nagy-Britannia leendő királya: két idősebb bátyjának csak természetes gyerekei voltak, feleségük külön élt tőlük, és egyébként is eléggé idősek voltak már. Első feleségjelöltjeit György trónörökös vetette el. Öccse, Adolf cambridge-i herceg Németországba utazott, hogy menyasszonyt keressen bátyjának, de jelöltjének, Hessen-Kasseli Augusztának apja nemet mondott (két hónappal később Adolf maga vette feleségül a hercegnőt). Végül 1818. július 11-én Vilmos Adelheid szász–meiningerni hercegnőt (I. György szász-meiningeni herceg lányát) vezette oltár elé, aki 25 évével kevesebb mint feleannyi idős volt, mint az 52 éves herceg. Házasságuk tartósnak és boldognak bizonyult. Adelheid ügyesen kézben tartotta Vilmos pénzügyeit. Első éveikben Németországban éltek viszonylag szerény körülmények között, így a herceg adósságait sikerült visszafizetniük (különösen miután a parlament is megemelte Vilmos évjáradékát). Esküvője után Vilmosnak nem volt több szeretője. Trónörökös azonban nem született; két lányuk csecsemőkorban meghalt, ezen kívül Adelheid háromszor elvetélt.

## A flotta élén

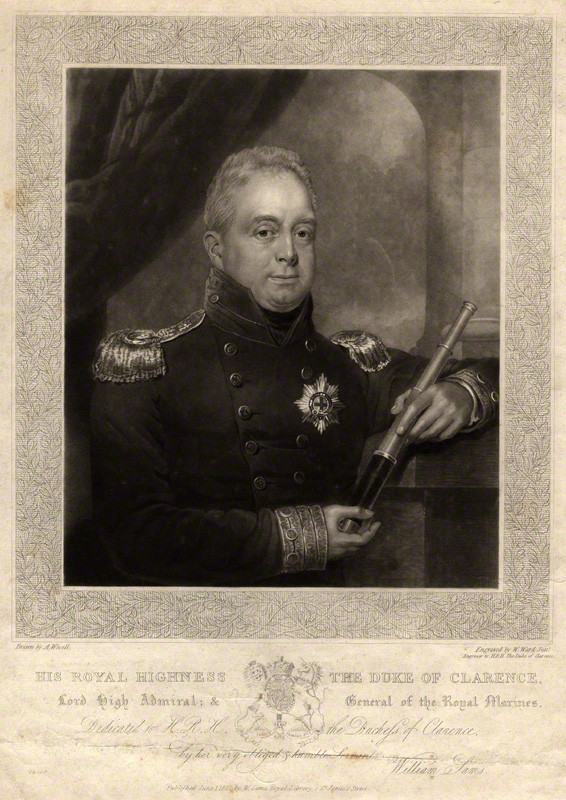
Vilmos mint lord-főadmirális (1827)

Vilmos idősebb bátyja, György apjuk elmebetegsége miatt 1811 óta régensként irányította az országot. 1820-ban a király meghalt, és György lett Nagy-Britannia uralkodója. Vilmos ekkor második volt az örökösödési sorban, fiatalabbik bátyja, Frigyes yorki herceg után. Házassága után Vilmos megváltoztatta életmódját, és vigyázott az egészségére, órákon át sétált, visszafogta étkezését, és leginkább csak citromos árpateát ivott. Bátyjai betegesek voltak, ő pedig mindent megtett, hogy túlélje őket. Frigyes 1827-ben meg is halt, és a már több mint 60 éves Vilmos lett a közvetlen trónörökös. Ugyanebben az évben George Canning miniszterelnök kinevezte őt a Királyi Haditengerészet élére lord-főadmirálisi (Lord High Admiral) minőségben. A tisztség részben címzetes volt, a flottát az admirálisok tanácsa irányította, akik hamar konfliktusokba keveredtek Vilmossal. Kenyértörésre a következő évben került sor köztük, amikor a herceg tíz napra kivitt a tengerre egy hajórajt, anélkül, hogy erről a parancsnokságot értesítette volna. Az új miniszterelnök, Wellington herceg követelte a királytól Vilmos lemondatását, akinek távoznia kellett a flotta éléről.
A feszültségek ellenére Vilmos jelentős eredményeket ért el a posztján. A zendülésen kívül más vétségekre eltörölte a korbácsolást, lépéseket tett a hajótüzérség minőségének javítására, és bevezette, hogy minden hajó állapotáról és harckészségéről rendszeres jelentéseket küldjenek az Admiralitásnak. Ő indította el az első gőzmeghajtású hadihajó építését.
A következő két évben a Lordok Házának politikai vitáiban vett részt. A katolikusok egyenjogúsítását kimondó törvény vitájában összekülönbözött öccsével, Ernő Ágost cumberlandi herceggel, akinek élesen katolikusellenes nézeteit "gyalázatosnak" titulálta. A király egészsége egyre romlott, 1830 elején már nyilvánvaló volt, hogy halálán van.

## Uralkodása
1830. június 26-án meghalt IV. György, és legidősebb életben lévő öccse, IV. Vilmos követte őt Nagy-Britannia és Hannover trónján. Vilmost 64 évesen koronázták meg, ezzel ő a második legidősebben trónra lépő brit uralkodó. Extravagáns, költekező bátyjával ellentétben viszonylag szerény életmódot folytatott, kerülte a pompát és a ceremóniákat. Míg bátyja ideje döntő részét a windsori kastélyban töltötte, Vilmos – különösen uralkodása elején – sokat sétált egyedül Londonban vagy Brightonban. A reformválság kirobbanásáig igen népszerű volt, a lakosság hétköznapibbnak, magához közelebb állónak érezte, mint az előző királyt.
Vilmos kötelességtudóan látta el feladatait; első miniszterelnöke, Wellington herceg azt mondta róla, hogy tíz perc alatt több dolgot intézett el vele, mint Györggyel tíz nap alatt. Igyekezett növelni népszerűségét, például elküldte a bátyja által felfogadott francia szakácsokat és német zenészeket, és angolokat alkalmazott helyettük. IV. György műgyűjteményének nagy részét átadta a nemzetnek, és megfelezte a királyi istálló lóállományát. A bátyja által nagy összegből átépített Buckingham-palotát felajánlotta kaszárnyának, majd a parlamentnek, amikor a régi épület 1834-ben leégett. Közvetlensége néha már zavarbaejtő volt; brightoni tartózkodása idején bekérette a szállodák vendéglistáját és bárkit áthívatott magához vacsorára, akit ismert valahonnan.
Miután király lett, megfelelően gondoskodott törvénytelen gyerekeiről. Legidősebb fia Munster earlje lett, a többieket pedig márkinak nevezte ki.

### A reformválság

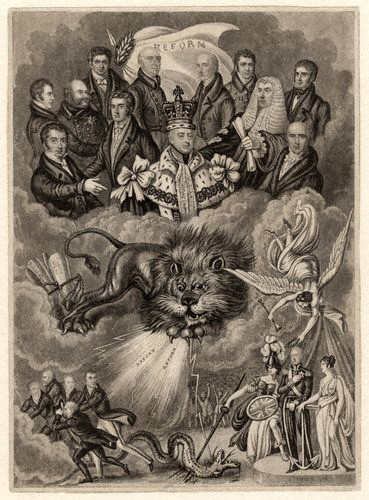
Korabeli karikatúra a reformválságról: Vilmos whig politikusok között ül a felhők fölött, míg a brit oroszlán és Britannia megtestesítője torykat kerget

Az ekkor érvényes szabály szerint 1830-ban a király halála után választásokat tartottak, és bár a toryk több parlamenti mandátumhoz jutottak, megosztottságuk miatt a whig Charles Grey alakíthatott kormányt. Grey elsődleges célja a 15. század óta lényegében érintetlen választási rendszer reformja volt. A kerületek elosztása a középkori viszonyokat tükrözte, ami a 19. században nevetséges helyzetekhez vezetett: az ország legnagyobb városai közé tartozó Manchesternek vagy Birminghamnek nem volt parlamenti képviselete, míg a hét választópolgárral rendelkező Old Sarumnak két képviselője is volt. A kisebb választókerületeket a helyi földbirtokos teljesen a markában tartotta, mert bérlőinek nyíltan kellett szavazniuk a jelöltekre.

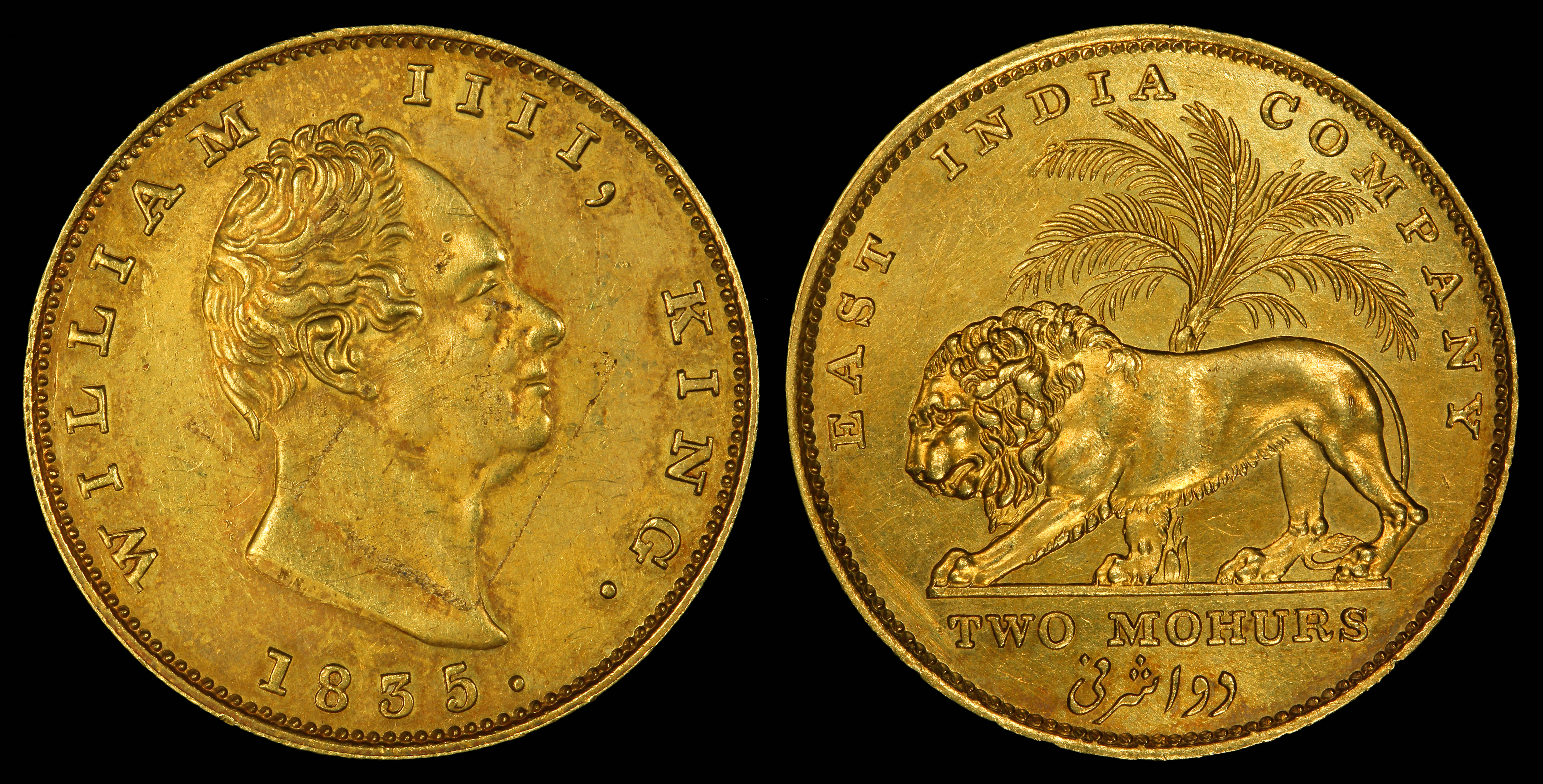
A Kelet-indiai Társaság 1835-ben, IV. Vilmos brit király nevében és portréjával kibocsátott 2 mohur névértékű aranyérméje (= 30 ezüst rúpia)

Az alsóház először leszavazta Grey reformjavaslatát, mire a miniszterelnök a királyhoz fordult, hogy oszlassa fel a parlamentet és írjon ki új választásokat. Vilmos eleinte habozott, mert alig egy éve volt a választás, és a reform miatti felfokozott hangulat könnyen erőszakba csaphatott volna át. Amikor azonban a toryk azzal fenyegetőztek, hogy a felsőházban támadják meg a feloszlatásról szóló esetleges döntését, felháborodott előjogainak megkurtításán. A Lordok Házában heves vita folyt a törvényjavaslatról, Lord Londonderry egyenesen egy korbácsot vitt magával, és azzal fenyegetőzött, hogy megveri a kormány támogatóit, és négy társának kellett lefognia. Vilmos koronával a fején jelent meg az felsőház termében, és berekesztette a parlament ülését. Az ezt követő választáson a reformpártiak meggyőző fölényt szereztek az alsóházban; a Lordok Háza azonban továbbra is ellenezte a változást.
A politikai válságot rövid időre félbeszakította Vilmos koronázása 1831. szeptember 8-án. A király elődjéhez képest jóval szerényebb külsőségekre adott utasítást. IV. György koronázása 240 ezer fontjába került az államkincstárnak (ebből 16 ezer csak az ékszerek bérlésére ment el), míg Vilmosé alig 30 ezerbe. A hagyományhoz ragaszkodó toryk először bojkottálni is akarták a "félkoronázást".
Miután 1831 októberében a Lordok Háza elutasította az új választójogi törvényt, országszerte erőszakba forduló tüntetéseken követelték a reform végrehajtását. A közvélemény támogatását érezve Grey ismét benyújtotta a törvényt, mire a lordok módosító javaslatokkal próbálták semlegesíteni a reformot. A miniszterelnök arra kérte Vilmost, hogy nevezzen ki annyi új főnemest, amennyivel átvihető a törvényjavaslata a felsőházon. A király vonakodott, mert koronázásakor már így is 22 új lordot nevezett ki a felsőházba, de abba beleegyezett, hogy a meglévők örököseinek újabb címeket hoz létre, hogy így idővel természetes úton a korábbi szintre csökkenjen a főnemesek száma. Grey végül úgy döntött, hogy beadja a lemondását, ha az uralkodó azonnal nem biztosítja reformjának elfogadását a felsőházban. Vilmos elfogadta a lemondást, és Wellingtont akarta megbízni kormányalakítással, akinek azonban nem volt ehhez elegendő támogatottsága. A király népszerűsége a mélypontra süllyedt, hintóját sárral dobálták meg, és nyilvános megjelenésein kifújolták. Vilmos végül ismét Greyt nevezte ki miniszterelnöknek és megígérte, hogy szükség esetén létrehozza a főnemesi címeket. Erre végül nem került sor, mert a reform ellenzői a felsőház felduzzasztásától megrettenve inkább tartózkodtak a szavazáson, és 1832-ben a választójogi reform törvényerőre emelkedett.

### Külpolitikája

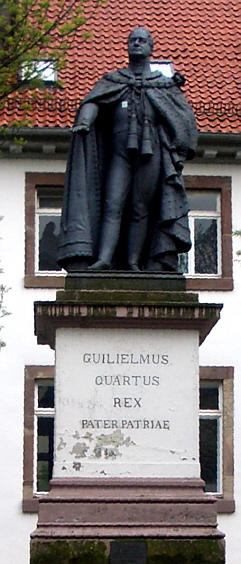
IV. Vilmos szobra Göttingenben

Vilmos elismerten előítéletes volt a külföldiekkel, különösen a franciákkal szemben. Véleménye szerint Nagy-Britanniának távol kellett tartania magát más országok ügyeitől, ami miatt többször konfliktusba került az intervencionista külügyminiszterrel, Lord Palmerstonnal. Támogatta a belga függetlenséget, és az elfogadhatatlan holland és francia jelöltekkel szemben Sarolta unokahúga özvegyét, Szász-Coburg-Gothai Lipótot javasolta Belgium királyának. A diplomáciai kapcsolatokban sokszor tapintatlanul viselkedett, de igyekezett javítani a III. György idején többszöri háborúskodásig fajuló amerikai–brit viszonyt Előre látta, hogy előbb-utóbb megépül a Szuezi-csatorna, és akkor szükség lesz a jó brit–egyiptomi kapcsolatokra.

### Hannover királyaként
Vilmos koronázása után soha nem látogatta meg a Hannoveri Királyságot, helyette öccse, Adolf cambridge-i herceg alkirályként látta el az uralkodói teendőket, akárcsak IV. György idejében.
A hannoveri kormány jelentős autonómiával rendelkezett. 1832-ben Metternich osztrák kancellár kihasználta befolyását, hogy liberalizmusellenes törvényeket hozasson a német államokban. Lord Palmerston brit külügyminiszter fellépett ezek hannoveri bevezetése ellen, de a helyi kormány Metternichhel értett egyet, Vilmos pedig nem avatkozott közbe. A következő évben az osztrák kancellár Bécsbe hívta össze a német államok konferenciáját, ahová Palmerston szerette volna, ha Hannover képviselője nem megy el. Adolf azonban Vilmos beleegyezésével mégis részt vett a gyűlésen.
1833-ban Vilmos aláírta az új hannoveri alkotmányt, amely jelentősen kibővítette a parlament, a polgárság és részlegesen az alsó osztályok jogait. Halála után az új király, Ernő Ágost (Vilmos öccse) visszavonta az alkotmányt.

### Utolsó évei
Uralkodása hátralevő éveiben Vilmos csak egyszer avatkozott bele közvetlenül a politikába, amikor 1834-ben a parlament akarata ellenére nevezett ki miniszterelnököt (ő volt az utolsó brit uralkodó, aki így cselekedett). Ekkor a kormány népszerűtlensége miatt Grey visszavonult, és belügyminisztere, Lord Melbourne váltotta a miniszterelnöki székben. Vilmos azonban nem állhatta egyes minisztereit, és aggasztotta a kormány baloldali politikája is. Az előző évben Grey áterőltette a parlamenten az Ír Protestáns Egyház reformját. Az egyházat a teljes ír lakosság egyházi adójából fizették , meglehetősen bőkezűen, és számos püspökséggel rendelkezett, pedig sok egyházközségben egyetlen hívük sem volt. Gyakorlatilag a nyomorszinten élő ír katolikusok és presbiteriánusok tartották el őket. Grey törvénye felére csökkentette a püspökségek számát és számos jól fizetett, de munkával nem járó állást megszüntetett.
1834 novemberében a pénzügyminiszter és házelnök, John Spencer főnemesi címet örökölt, és kilépett a kormányból. A miniszterelnök a radikális nézeteiről ismert John Russelt szánta a helyére, akit a király elfogadhatatlannak tartott. Arra hivatkozva, hogy Spencer távozásával a kormány működésképtelenné vált, Vilmos elbocsátotta az egész kormányt, és a tory Robert Peelt (illetve az Olaszországban tartózkodó Peel helyett ideiglenesen Wellingtont) nevezte ki miniszterelnöknek. Peel az alsóházi kisebbsége miatt nem volt képes kormányozni, ezért új választásokat írtak ki, amiket ismét a whigek nyertek. Peel lemondott, és ismét Lord Melbourne vette át az ország vezetését, aki egészen Vilmos haláláig székében maradt. A király kénytelen volt elfogadni Russel házelnökségét.

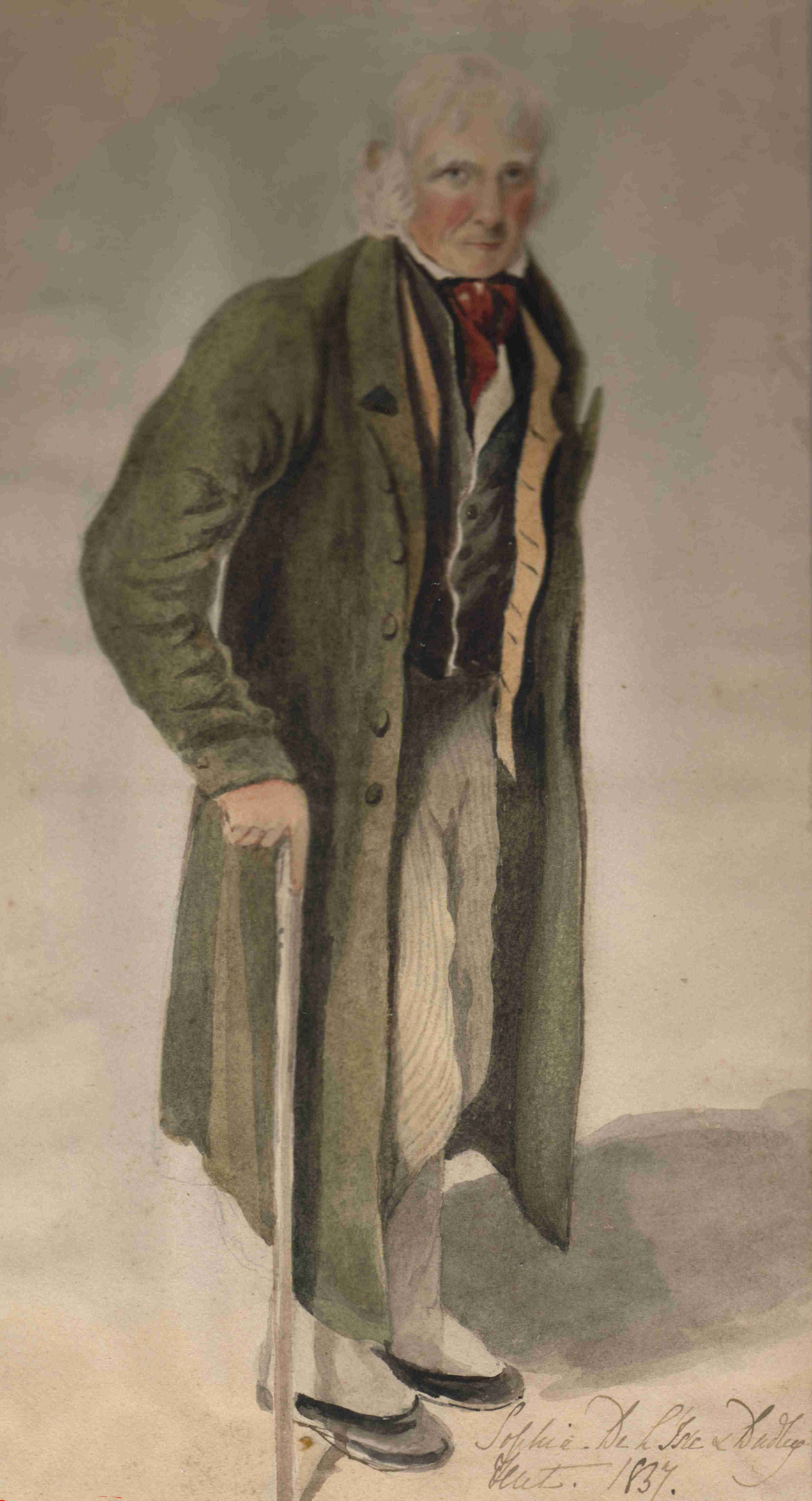
Vilmos lánya, Sophia Sidney 1837-es festményén

Egy másik ügy, amiben a király túlzottnak ítélte a whig kormány demokratizálási törekvéseit, az Alsó-Kanada gyarmati gyűlésének adott politikai jogok voltak. Vilmos attól tartott, hogy az Egyesült Államokhoz hasonlóan Kanada is el akar majd szakadni a Brit Birodalomtól. A kormányhoz fűződő viszonya odáig fajult, hogy azt mondta: "Nem rendezhetek estélyt a miniszterek meghívása nélkül, márpedig őnáluk még az ördögöt is szívesebben látom a házamban". Ennek ellenére aláírta a gyarmati törvényhozás reformját.
Utolsó, 71. születésnapján Vilmos nyers és keresetlen szavakkal illette sógornőjét, a trónörökös Viktória hercegnő anyját (annyira, hogy Viktória el is sírta magát), mert úgy vélte, hogy megsértette a feleségét. Fél év múlva még megérte Viktória nagykorúvá válását, így nem kellett attól tartania, hogy sógornője lesz a régens. Egészsége azonban 1837 elején megrendült, különösen lesújtotta, amikor áprilisban legidősebb Zsófia lánya belehalt a szülésbe. Zsófia nem sokkal előbb készített róla egy akvarellt; a képen jól látszik, Vilmos mennyire megöregedett.
IV. Vilmos 1837. június 20-án kora reggel halt meg a windsori kastélyban. Mivel nem volt élő törvényes gyermeke, Nagy-Britannia koronája öccse, Eduárd Ágost kenti herceg lányára, Viktóriára szállt. A német száli törvény értelmében nők nem lehettek uralkodók, így Hannovert III. György ötödik fia, Ernő Ágost cumberlandi herceg kapta. Vilmos halálával megszakadt a Britannia és Hannover között 1714 óta fennálló perszonálunió. Bár Nagy-Britannia későbbi királyai és királynői nem IV. Vilmos közvetlen leszármazottai, vérvonala fennmaradt a Mrs. Jordantól született gyerekeiben és azok utódaiban; közéjük tartozik pl. David Cameron miniszterelnök is.

## Megítélése

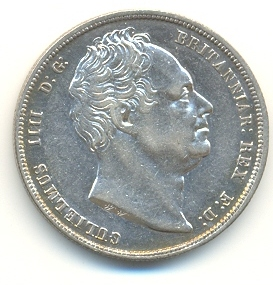
1836-os ezüst félkoronás (1/8 font sterling) érme IV. Vilmos arcképével

Vilmos uralkodása rövid volt, de a brit politikatörténelem egyik fontos eseménye az ő idejében zajlott. Az 1832-es reformválság a parlament alsóházának felemelkedésével és a Lordok Háza befolyásának csökkenésével végződött. A brit uralkodó és a kormány viszonyában is fontos mérföldkő, hogy ekkor fordult elő utoljára, hogy a király megpróbálta megbuktatni (sikertelenül) a megválasztott kormányt. Vilmos apjának, III. Györgynek többször is sikerült a neki nem tetsző kormányt lemondatnia, és a választások után olyan összetételű kormányt kineveznie, amely az ő szája íze szerint döntött. A 19. század közepére ezek az idők elmúltak. Vilmosnak bele kellett törődnie, hogy az alkotmányos monarchiában az uralkodó nem cselekedhet a parlament akarata ellenére. Ahogyan ő mondta: "Megvan a magam véleménye a dolgokról, és el is mondom a minisztereimnek. Ha nem fogadják el, nem tehetek semmit. A magam kötelességét megtettem."
A választási rendszer megreformálásán kívül az ő uralkodása alatt korlátozták a gyerekmunkát a gyárakban, törölték el a rabszolgaságot valamennyi brit gyarmaton, és javítottak a szegénységben élők helyzetén. Egyaránt kapott kritikákat a reformerek (akik túl kevésnek vélték a változásokat) és a konzervatívok (akik szerint túl messzire ment) részéről. A mai történészek interpretációja szerint nem kereste egyik oldal kegyeit sem, hanem józan kompromisszumra törekedett, és eközben bölcsebb uralkodónak mutatkozott, mint amilyennek a két párt képviselői bemutatták.

## Címei és kitüntetései
- 1789. május 16. – 1830. június 26. : Clarence és St Andrews hercege
- 1830. június 26. – 1837. június 20. : Nagy-Britannia és Írország Egyesült Királyságának Királya, a hit védelmezője, stb., valamint Hannover királya, Braunschweig és Lüneburg hercege, stb.

### Kitüntetései és társasági tagságai
- 1770 – Bogáncsrend
- 1782 – Térdszalagrend
- 1789 – a Titkos tanács tagja
- 1815 – Fürdőrend
- 1815 – Királyi Guelf-rend
- 1827 – a Royal Society tagja
- 1814 – Szentlélekrend (Franciaország)[69]
- 1830 – Elefántrend (Dánia)
- Szent András-rend (Oroszország)
- Fekete Sas-rend (Poroszország)

### Címerei
| Vilmos címere Clarence hercegeként, 1801-1830 | Nagy-Britannia királyaként 1830-1837 | Nagy-Britannia királyaként Skóciában |

## Gyermekei
| Név                           | Születés            | Halál               | Megjegyzés                                                                                |
| ----------------------------- | ------------------- | ------------------- | ----------------------------------------------------------------------------------------- |
| Dorothea Blandtól:            |                     |                     |                                                                                           |
| George FitzClarence           | 1794. január 29.    | 1842. március 20.   | Munster 1. earlje, 48 évesen öngyilkos lett                                               |
| Henry FitzClarence            | 1795. március 27.   | 1817. szeptember    | 22 évesen nőtlenül halt meg                                                               |
| Sophia FitzClarence           | 1796. augusztus     | 1837. április 10.   | Feleségül ment Philip Sidneyhez, L'Isle és Dudley bárójához                               |
| Mary FitzClarence             | 1798. december 19.  | 1864. július 13.    | Charles Richard Fox tábornokhoz ment férjhez, gyereke nem született                       |
| Frederick FitzClarence        | 1799. december 9.   | 1854. október 30.   | A hadsereg ezredese, Glasgow earljének lányát vette feleségül                             |
| Elizabeth FitzClarence        | 1801. január 17.    | 1856. január 16.    | feleségül ment William Hayhez, Erroll earljéhez                                           |
| Adolphus FitzClarence         | 1802. február 18.   | 1856. május 17      | Altengernagy, a királyi yacht parancsnoka. Nem nősült meg                                 |
| Augusta FitzClarence          | 1803. november 17.  | 1865. december 8.   | Feleségül ment Cassilis earljének fiához, majd annak halála után Lord Frederick Gordonhoz |
| Augustus FitzClarence         | 1805. március 1.    | 1854. június 14.    | Papi pályára lépett, Lord Henry Gordon lányát vette feleségül                             |
| Amelia FitzClarence           | 1807. március 21.   | 1858. július 2.     | Feleségül ment Lucius Caryhoz, Falkland vikomtjához                                       |
| Szász-Meiningeni Adelheidtől: |                     |                     |                                                                                           |
| Sarolta Auguszta Lujza        | 1819 március 27.    | 1819 március 27.    | Néhány órával megkeresztelése után meghalt                                                |
| koraszülött                   | 1819. szeptember 5. | 1819. szeptember 5. |                                                                                           |
| Erzsébet Georgina Adelheid    | 1820. december 10.  | 1821. március 4.    |                                                                                           |
| koraszülött ikerfiúk          | 1822. április 8.    | 1822. április 8.    |                                                                                           |